# Micropsectra baishanzua
Micropsectra baishanzua är en tvåvingeart som beskrevs av Wang 1995. Micropsectra baishanzua ingår i släktet Micropsectra och familjen fjädermyggor.
Artens utbredningsområde är Zhejiang (Kina). Inga underarter finns listade i Catalogue of Life.